# Pardosa gopalai
Pardosa gopalai är en spindelart som beskrevs av Patel och C. Adinarayana Reddy 1993. Pardosa gopalai ingår i släktet Pardosa och familjen vargspindlar. Inga underarter finns listade i Catalogue of Life.